# Ayumi Tanimoto
Ayumi Tanimoto –en japonés, 谷本 歩実, Tanimoto Ayumi– (Anjo, 4 de agosto de 1981) es una deportista japonesa que compitió en judo.
Participó en dos Juegos Olímpicos, Atenas 2004 y Pekín 2008, obteniendo en cada edición una medalla de oro, ambas en la categoría de –63 kg. En los Juegos Asiáticos consiguió dos medallas en los años 2002 y 2006.
Ganó tres medallas en el Campeonato Mundial de Judo entre los años 2001 y 2007, y dos medallas en el Campeonato Asiático de Judo en los años 2001 y 2004.

## Palmarés internacional
| Juegos Olímpicos    | Juegos Olímpicos        | Juegos Olímpicos  | Juegos Olímpicos |
| Año                 | Lugar                   | Medalla           | Categoría        |
| ------------------- | ----------------------- | ----------------- | ---------------- |
| 2004                | Atenas (Grecia)         | Medalla de oro    | –63 kg           |
| 2008                | Pekín (China)           | Medalla de oro    | –63 kg           |
| Campeonato Mundial  |                         |                   |                  |
| Año                 | Lugar                   | Medalla           | Categoría        |
| 2001                | Múnich (Alemania)       | Medalla de bronce | –63 kg           |
| 2005                | El Cairo (Egipto)       | Medalla de plata  | –63 kg           |
| 2007                | Río de Janeiro (Brasil) | Medalla de bronce | –63 kg           |
| Juegos Asiáticos    |                         |                   |                  |
| Año                 | Lugar                   | Medalla           | Categoría        |
| 2002                | Busan (Corea del Sur)   | Medalla de oro    | –63 kg           |
| 2006                | Doha (Catar)            | Medalla de bronce | –63 kg           |
| Campeonato Asiático |                         |                   |                  |
| Año                 | Lugar                   | Medalla           | Categoría        |
| 2001                | Ulán Bator (Mongolia)   | Medalla de oro    | –63 kg           |
| 2004                | Almatý ( Kazajistán)    | Medalla de oro    | –63 kg           |